# Disocactus martianus
Disocactus martianus är en kaktusväxtart som först beskrevs av Joseph Gerhard Zuccarini, och fick sitt nu gällande namn av Barthlott. Disocactus martianus ingår i släktet Disocactus och familjen kaktusväxter. Inga underarter finns listade i Catalogue of Life.

## Bildgalleri

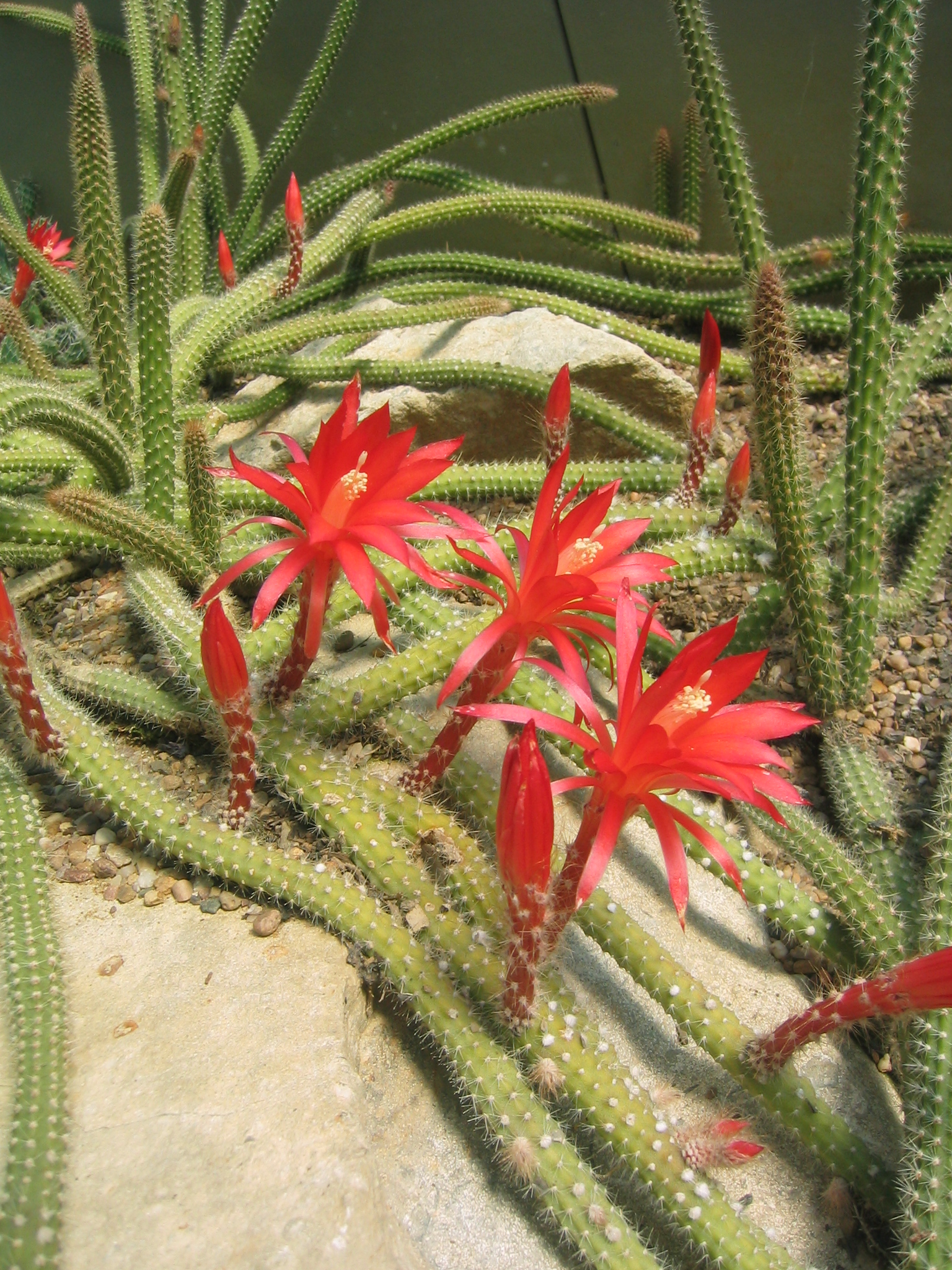
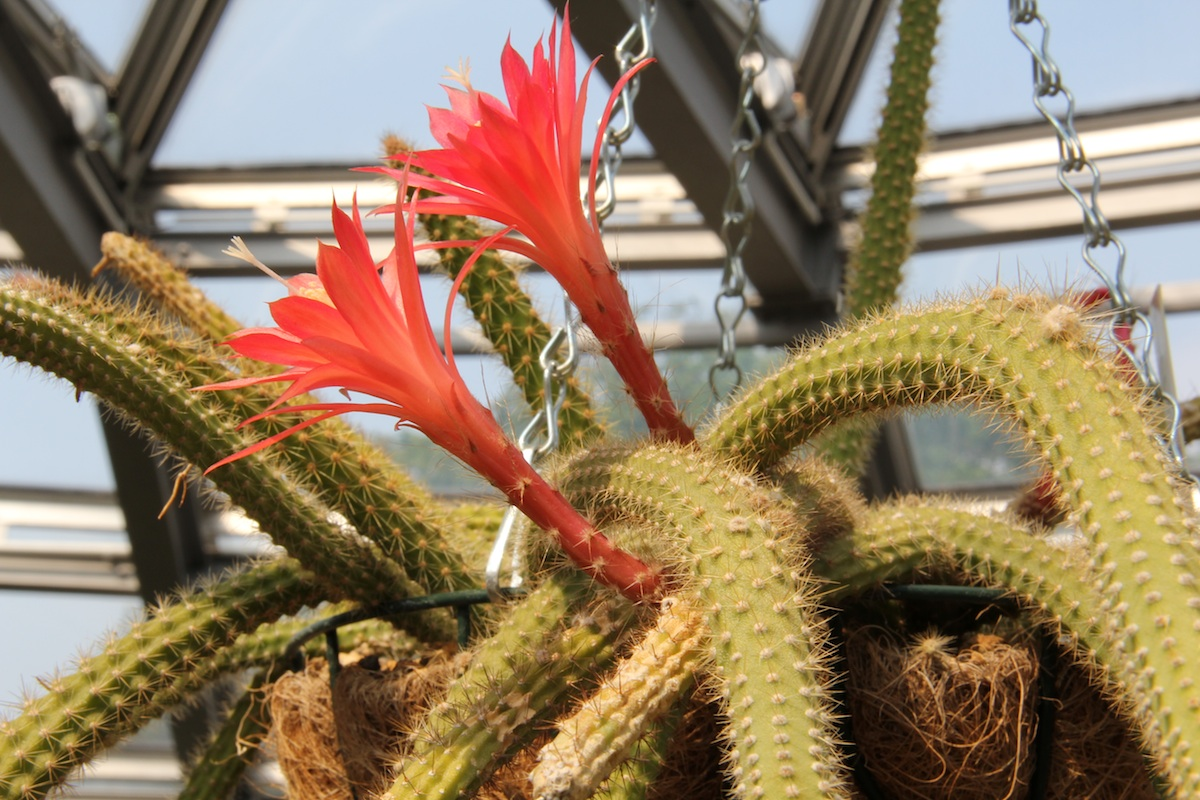
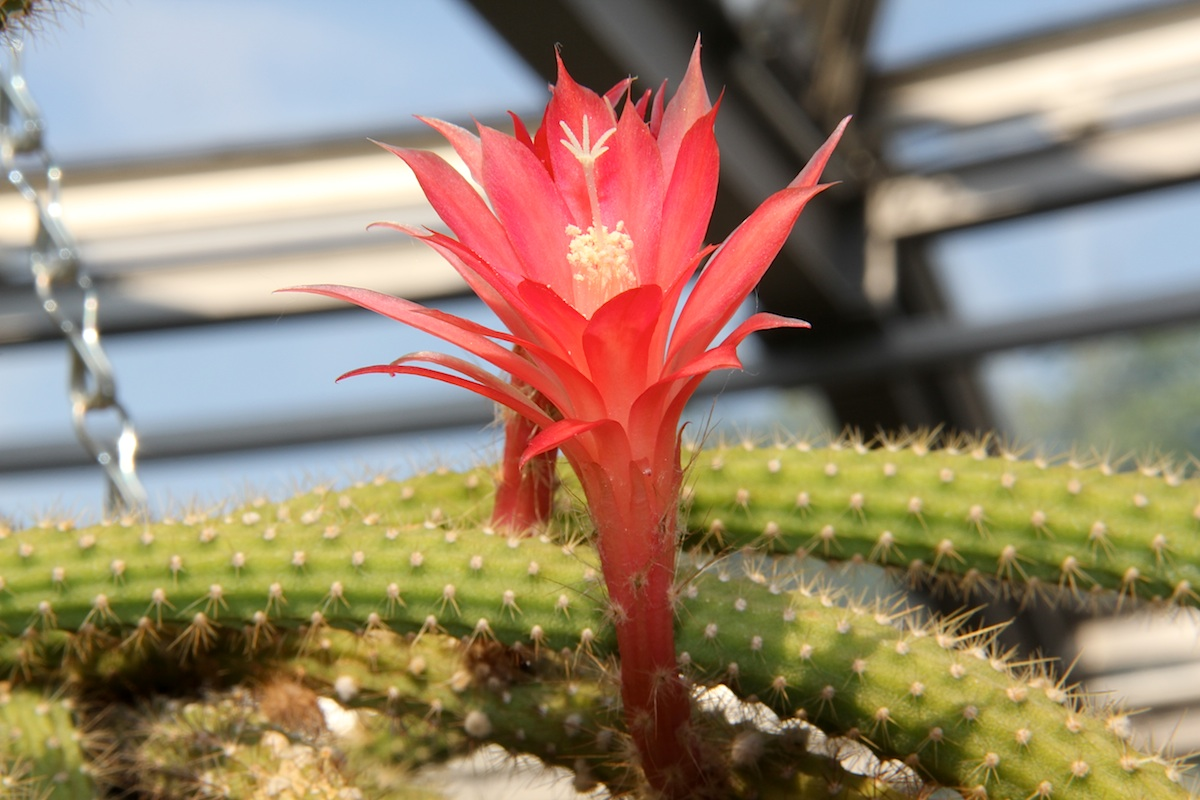
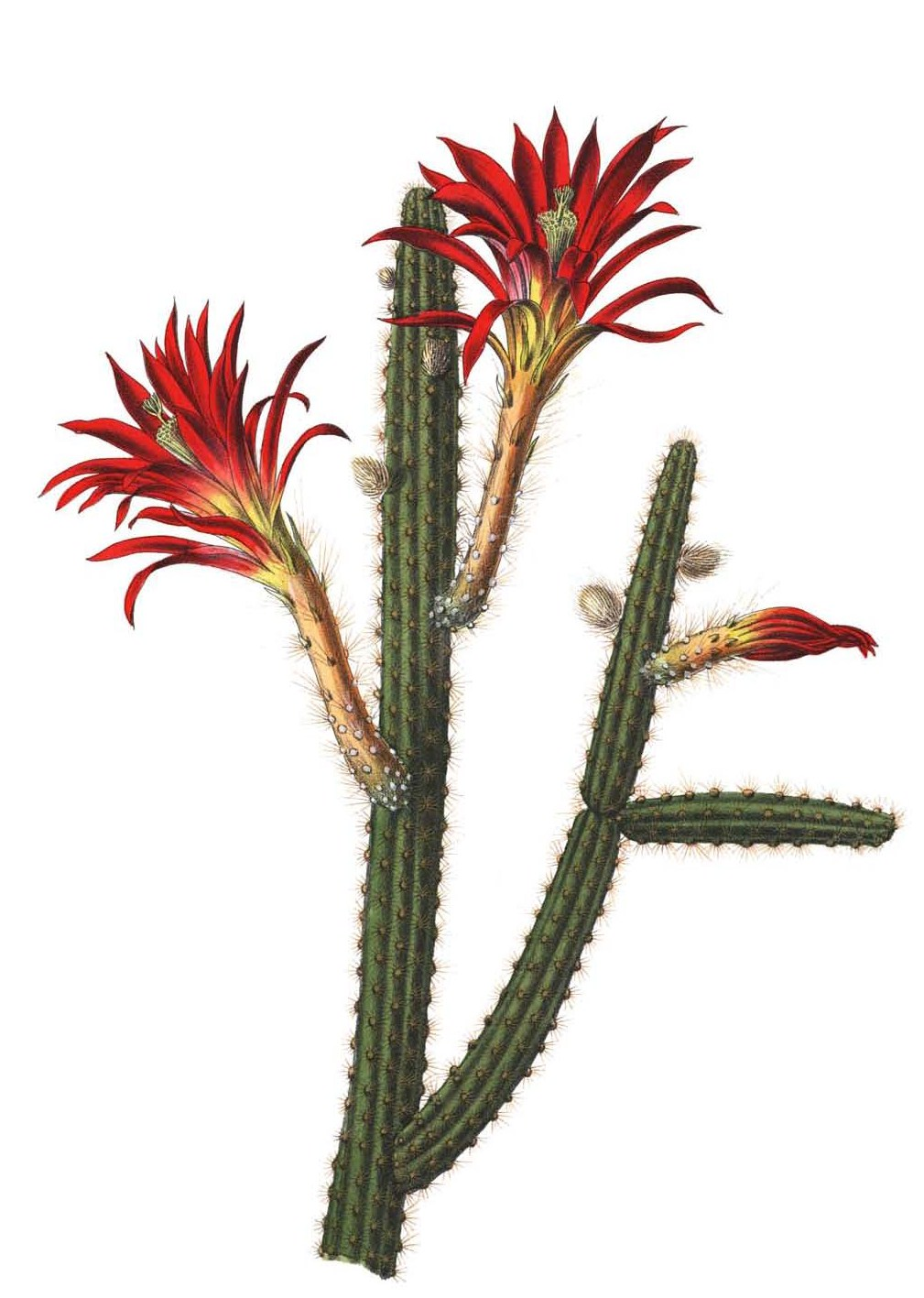
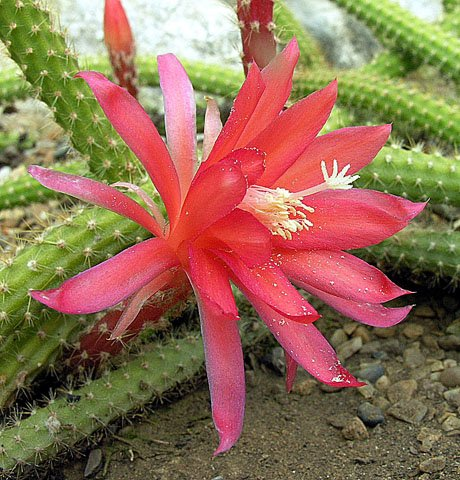